# 狗国
狗国是中国古代星官之一，属于二十八宿的斗宿，意思是“狗住的国度”，位于现代星座划分的人马座 ，含有4颗恒星。
清代星表《仪象考成续编》新增3颗星。

## 所含恒星及对应西方名称[1]
| 中文名称 | 对应西方名称 |
| -------- | ------------ |
| 狗国一   | ω Sgr        |
| 狗国二   | A Sgr        |
| 狗国三   | c Sgr        |
| 狗国四   | b Sgr        |
|          |              |
| 狗国增一 | HIP 98842    |
| 狗国增二 | θ2 Sgr       |
| 狗国增三 | HIP 99461    |

## 傳說
- 《山海經》中記載，相傳帝高辛氏時代，犬戎為患，為征勇者頌令誰討伐之則把絕色女兒嫁予他，高辛氏愛犬盤瓠不辭而別，三個月後銜著犬戎之首級回來，高辛氏遵守諾言並把東南海中島三千里地作為封國，稱為狗民國，自此此國代代生男為狗，生女為美女。[2]